# Inocybe oreina
Inocybe oreina är en svampart som tillhör divisionen basidiesvampar, och som beskrevs av Jules Favre. Inocybe oreina ingår i släktet Inocybe, och familjen Crepidotaceae. Arten är reproducerande i Sverige.